# Willy Burkhard
Willy Burkhard   (Evilard, 17 d'abril de 1900 - Zúric, 18 de juny de 1955) va ser un compositor suís i professor acadèmic, influent en ambdues funcions. Va ensenyar teoria musical al Conservatori de Berna i al Conservatori de Zúric. Les seves obres inclouen una òpera, oratoris, cantates i molts gèneres instrumentals, des de peces per a piano fins a simfonies.

## Biografia
Burkhard va néixer a Evilard, cantó de Berna. Va assistir i es va graduar en el col·legi evangelista de formació de professors Muristalden de Berna. També va estudiar amb Ernst Graf, organista de la Catedral de Berna. Es va traslladar a Leipzig per estudiar piano amb Robert Teichmüller i composició amb Sigfrid Karg-Elert.
 Després de Leipzig, es va traslladar a Múnic per estudiar amb Walter Courvoisier i més tard a París per treballar amb Max d'Ollone.
A partir de 1924, va començar a ensenyar composició, teoria i piano a Berna. Va ser nomenat professor del Conservatori de Berna el 1928. Hi va dirigir diversos cors i petites orquestres. El 1932 va patir una tuberculosi i es va veure obligat a viure durant diversos anys a Davos. Durant aquest temps, es va dedicar més a la composició. Es va establir a Zúric l'any 1942 i va ensenyar composició i teoria musical al Conservatori de Música de Zúric, on entre els seus alumnes van ser-hi Klaus Huber, Rudolf Kelterborn, Ernst Pfiffner, Armin Schibler i Ernst Widmer. El 1950 va rebre un premi de la Schweizerischer Tonkünstlerverein (Associació Suïssa de Músics). Va morir a Zuric el 1955 a l'edat de cinquanta-cinc anys.

## Obres
Burkhard va publicar 98 obres amb número d'Opus i va deixar una gran quantitat d'obres inèdites, conservades com a manuscrits per la Fundació Paul Sacher. Va començar a compondre en estil romàntic tardà. El seu estil personal es va desenvolupar a partir de 1930, comparable a Paul Hindemith i Frank Martin. Al final de la seva vida, va utilitzar alguns trets de composició de dotze tons (dodecafonisme), però es va mantenir dins la tonalitat. Estava interessat a compondre per a veus i per una música sacra renovada.
Burkhard és conegut per la música coral sacra, com ara els oratoris Das Gesicht Jesajas (La visió d'Isaïes) i Das Jahr (L'any), i la cantata Die Sintflut (El diluvi). Va compondre una òpera, Die Schwarze Spinne, basada en la novel·la homònima de Jeremias Gotthelf. Va escriure escenaris de cançons per a veu solista i cors, música de cambra i obres per a piano. La seva música orquestral estava sovint dedicada a la Sinfonietta de Paul Sacher, inclòs un Concert per a violí i dues simfonies.

### Obres dramàtiques
- Im Zeichen des Kreuzes, música incidental, 1938–9
- Laupenspiel, Op. 56, partitura de ràdio, 1939
- Oedipus rex, op. 72, música incidental per l'Èdip Rei de Sòfocles, cors parlants, instruments de vent, timbales, 1944
- Die schwarze Spinne, text de R. Faesi i G. Boner, op. 80, 1948, revisada el 1954

### Obres corals acompanyades
- Duets corals, op. 22/1, text de Christian Morgenstern, cor d'homes, trompeta, trombons, op. 22/2, text de Conrad Ferdinand Meyer, cor, violí, flauta, 1926–28
- Till Ulenspiegel, cantata, op. 24, tenor, baix (veu), cor masculí, orquestra, 1929
- Vorfrühling, cantata, text de Morgenstern, op. 27, cor, cordes, 1930
- Te Deum, Op. 33, cor a 2 veus, trompeta, trombó, timbales, orgue, 1931
- Spruchkantate, Op. 38, text de Joseph von Eichendorff, cor masculí, cordes, 1933
- Músicalische Übung, Op. 39, Salm 12 traduït per Martin Luther, cor i orgue, 1934
- Das Gesicht Jesajas, oratori, op. 41, veu solista, cor, orgue i orquestra, 1933–5
- Die Versuchung Jesu, cantata, Op. 44, contralt/baix (veu), veus a l'uníson i orgue, 1936
- Ps xcii i, Op. 49, Salm 17, veus a l'uníson i orgue, 1937
- Genug ist nicht genug, cantata, text de Meyer, op. 53, cor, 2 trompetes, timbales, cordes, 1938–9[5]
- Lob der Musik, cantata, Op. 54, veu solista, cor, orquestra, ca.1939
- Cantata Domino, Op. 61/2, soprano, cor, cordes, timbales, 1940
- Heimatliche Kantate, text de Gottfried Keller, op. 61/3, mezzosoprano/baríton, veus a l'uníson, orquestra, 1940
- Kreuzvolk der Schweiz, text de Meyer, op. 61/4, cor, orgue, 1941
- Das Jahr, oratori, text de H. Hiltbrunner, op. 62, veu solista, cor, orquestra, 1942
- Christi Leidensverkündigung, cantata, op. 65, tenor, cor petit, orgue, 1942
- Cantique de notre terre, text de JP Zimmermann, Op. 67, veu solista, cor, orquestra, 1943
- Missa, Op. 85, soprano, baix (veu), cor i orquestra, 1951
- Psalmen-Kantat, Op. 90, soprano, cor, orgue, orquestra de cambra, 1952
- Ps clxviii, Op. 96, Salm, veus a l'uníson, 1954

### Obres corals no acompanyades
- 2 Cors, Op. 2, 1923
- Cantata, text de la Bíblia, op. 3, tenor i cor, 1923
- Motets, Op. 10, cor de nois, 1925
- 8 Sprüche aus dem 'Cherubinischen Wandersmann', 2 sèries, op. 17/1, text d'Angelus Silesius, 1927
- Ezzolied, Op. 19, motet, 1927
- 5 Gesänge, text de Richard Dehmel, Op. 26, 1930
- 24 Melodien aus den Hassler'schen Choralgesängen, Op. 30, cor a 4 veus, 1931
- Das deutsche Sanctus, 2 cors a l'uníson, 1932
- Neue Kraft, suite, text de la Bíblia, etc., Op. 34, 1932
- 4 Cors, Op. 35, cor masculí, 1936
- Der Tod, cor a 4 veus, 1933
- Vermahnlied, 2–4 veus, 1934
- Bärnerlüt, cor masculí a 4 veus, 1935
- 2 Gesänge, cor a 4 veus, 1936
- Cors, op. 47, cor masculí, 1936
- Die Verkündigung Mariä, motet, Op. 51, 1938
- 5 Choräle, cor, 1939
- Sommerzeit, Op. 61/1, 1940
- 9 arranjaments de cançons populars, solista i cor, cor femení, 1942
- 2 Cors: Mon âme, bénis l'éternel, Oui, glorifiez l'éternel, 1942
- Salteri Kleiner, Op. 82, 1949
- Frühlingsglaube, text de Keller, cor masculí, 1950
- Wer das längere Lebensteil wünscht, cor masculí a 4 veus, 1950
- 2 Gesänge, a 2 veus, 1952
- Die Sintflut, cantata, op. 97, cor a 8 veus, 1952

### Obres orquestrals
- Concert per a violí núm. 1, op. 7, 1925
- Suite aus der Musik zu einem Weihnachtsmärchen, Op. 12, 1926
- Simfonia, Op. 21, 1926–8
- Ulenspiegel-Variationen, Op. 37 [preludi a l'opus 24], 1932
- Fantasia, Op. 40, cordes, 1934
- Kleine Serenade, Op. 42, cordes, 1935
- Concert, Op. 50, cordes, 1939
- Himne, op. 57, 1939
- Concertino, Op. 60, violoncels, cordes, 1940
- Concert per a violí núm. 2, op. 69, 1943
- Simfonia núm. 2 (un moviment), op. 73, 1944
- Concert, Op. 74', orgue, cordes, orquestra, 1945
- Konzertstück, Op. 75, orgue, orquestra, 1945
- Canzona, Op. 76, 2 flautes, cordes (contrabaixos i violoncels), 1945
- Kleine konzertante Suite, Op. 79, 1946
- Piccola sinfonia giocosa, Op. 81, petita orquestra, 1949
- Fantasia mattutina, Op. 83, 1949; Toccata, op.86, 1951
- Sonata per a càmera, op. 89, cordes, percussió, 1952
- Concert per viola, op. 93, viola i orquestra, 1953
- Concertino, Op. 94, 2 flautes, clavicèmbal, cordes, 1954
- Divertiment, Op. 95, cordes, 1954

### Música de cambra
- Fantasia, Op. 1, piano, 1922
- Variationen über ein Volkslied, Op. 8, piano, 1925
- Invenció, Op. 14, piano, 1926
- Trio de corda núm. 1, op. 13, 1 moviment 1926
- Kleine zweistimmige Suite, Op. 14a [arranjament de l'opus14], 11 instruments, 1926
- 3 Preludis i Fugues, Op. 16, piano, 1927
- 2 Trio Sonates, Op. 18, orgue, 1927
- Kleine Serenade, Op. 15, violí, viola, 1927
- Stinis Puppe Theresli, piano, 1928
- Quartet de corda núm. 1, op. 23, 1929
- Variacions sobre un "Minuet de Haydn", Op. 29, piano, 1930
- Variacions sobre els ajustos corals de Hassler, op. 28, orgue, 1930
- Kleine Stücke, Op. 31, piano, 1931
- Fantasie, v32, orgue, 1931
- Wer nur den lieben Gott lässt walten, partita, orgue, 1932
- Grosser Gott wir loben dich, partita, orgue, 1932
- Praeludium und Fuge, orgue, 1932
- Was die Hirten alles erlebten, piano, 1935
- Trio amb piano, op. 43, 1936
- Sonatina, Op. 45, violí, piano, 1936
- Suite, Op. 48, 2 violins, 1937
- 8 kleine Klavierstücke, 1938
- Sonatina, Op. 52, orgue, 1938
- Fantasia i coral "Ein feste Burg", op.58, orgue, 1939
- Sonata, Op. 59, viola, 1939
- Estudi concertant, violoncel, piano, 1940
- Sonatina, piano, 1940
- Weichnachtssonatine, Op. 71/1, piano, 1940
- Sonata, Op. 66, piano, 1943
- Quartet de corda núm. 2, op. 68, 1943
- Suite en miniatura, op. 71/2, violí, piano, 1944
- Serenata, Op. 71/3, flauta, guitarra, ca.1945
- Serenata, Op. 77, flauta, clarinet, fagot, trompa, violí, viola, contrabaix, arpa, 1945
- 4 Intermezzi, Op. 77a, arpa, 1945
- Sonata, Op. 78, violí, piano, 1946
- Canzona, Op. 76a, 2 flautes, oboè, piano/orgue, 1947
- Sonata, Op. 87, violoncel, piano, 1952
- Música Lyrische, Op. 88, flauta, viola, violoncel, piano, c1952
- Tríptic Coral, Op. 91, orgue, 1953
- Serenata, Op. 92, flauta, clarinet, 1953
- Suite, Op. 98, flauta, 1955
- 6 preludis, op. 99, piano, 1955
- Romanze, trompa, piano

### Música vocal solista
- 7 cançons, op. 4, 1 veu, piano, 1924–5
- 6 cançons, op. 5, 1 veu, piano, 1923–5
- 4 Nachtlieder, op. 6, 1 veu, piano, 1924
- Frage, op. 9, cicle de cançons, 1 veu, piano, 1925
- 3 duets, op. 11, text de Friedrich Hebbel, 2 sopranos, violí, 1926
- 2 cicles de Rilke, op. 20/1, baríton, orquestra de cambra, op.20/2, soprano, orquestra de cambra, 1927
- 10 cançons, op. 25, 1 veu, piano, 1930
- Herbst, cantata, text de Morgenstern, op. 36, soprano, piano trio, 1932
- Das ewige Brausen, text de KL Hamsun, op. 46, baix (solista), orquestra, 1936
- Der Sonntag, cantata, text de Gotthelf, op. 63, mezzosoprano/baríton, piano trio, 1942
- Magnificat, Op. 64, soprano, orgue, 1942, arranjament com a opus 64a, soprano, cordes, 1942
- 9 cançons, op. 70, text de Morgenstern, 1 veu, piano, 1943
- Und als der Tag der Pfingsten erfüllt war, Op. 84, contralt/baix (solista), orgue, 1951
- Psalmenmusik, soprano i orquestra, 1953